# Livia Raimondi
Livia Raimondi, född Malfatti, död efter 1814 i Florens, var en italiensk ballerina, mätress till Leopold II (tysk-romersk kejsare). 
Raimondis far arbetade som tjänare i Albano Laziale. Hon framträdde på scen som ballerina i Pisa, men beskrivs som mer vacker än begåvad inom balett, och möttes av burop. Hon och hennes far sökte då audiens hos Leopold, som vid den tiden var storhertig i Toscana, och bad om hjälp mot publikens burop. Leopold gjorde henne då till sin mätress och tog henne med sig då han återvände till sin huvudstad Florens. 
Relationen varade från 1786 till 1790. Hon levde i ett litet palazzo vid piazza San Marco i Florens som Leopold enligt traditionen lät uppföra åt henne. I själva verket uppfördes byggnaden 1775-78, men det kallades Palazzina della Livia efter henne, och har kommit att associeras med henne (nuvarande officersklubb). Leopold besökte henne sent på kvällen, då hans formella plikter var över. Raimondi var inte Leopolds enda älskarinna, men hon tillhörde de mer kända tillsammans med Lady Anna Gore Cowper. Paret fick också ett barn: Luigi von Grunn eller Ludwig von Grünn (1788-1814). Leopolds maka, Maria Ludovika av Spanien, visade inget öppet missnöje: hon brukade säga till sina barn att de måste hälsa artigt på varje barn som hälsade till dem ute på gatan, då det skulle kunna vara deras syskon. 
1790 efterträdde Leopold sin bror som kejsare i Österrike och bosatte sig i Wien. Han sände efter Raimundi och hennes son, men då de anlände fann hon att han hade ersatt henne med en skådespelerska från Böhmen. Hon bad om tillstånd att återvända till Toscana, men hann inte få det före Leopolds död 1792. Hans son och efterträdare, Frans, berövade henne då vårdnaden av hennes son och lovade henne en pension på villkor att hon och hennes familj levde utanför Österrikes gränser. Hon återvände därefter till Florens, där hon så småningom gifte sig. Vid sin sons död i lungsot 1814 hävdade hon framgångsrikt arvet efter honom.